# HGÜ Ekibastus–Zentrum
Die HGÜ Ekibastus–Zentrum (russisch Высоковольтная линия постоянного тока Экибастуз – Центр) ist eine unvollendete Anlage zur Hochspannungs-Gleichstrom-Übertragung (HGÜ) zwischen Ekibastus in Kasachstan und Tambow in Russland, mit deren Konstruktion 1978 begonnen wurde und die dazu dienen sollte, in Sibirien verstromte Kohleenergie für Zentralrussland zu nutzen. Diese Leitung sollte nach Fertigstellung 2.414 km lang und damit die längste Stromleitung der Welt sein. Mit einer Betriebsspannung von 750 kV gegen Erde bzw. 1.500 kV zwischen den Leitern wäre sie bei einer geplanten Übertragungsleistung von 6.000 MW eine der leistungsfähigsten Energieübertragungsanlagen der Welt gewesen.
Bis zur Einstellung des Projekts zum Zeitpunkt des Zusammenbruchs der Sowjetunion wurden einige hundert Kilometer Leitung einschließlich einer Wolgakreuzung bei Wolsk in Oblast Saratow gebaut. Für diese Kreuzung sind zwischen 1989 und 1991 drei 124 m hohe Freileitungsmasten errichtet worden, welche heute für eine einkreisige 500-kV-Wechselspannungsleitung verwendet werden. Abbildungen der Masten im Jahr 2012 an der Wolga in der Oblast Saratow.